# Kevin Systrom
Kevin Systrom (sinh ngày 30 tháng 12 năm 1983) là một doanh nhân và lập trình viên, còn được biết đến với vai trò đồng sáng lập Instagram cùng với Mike Krieger.